# Троян (Украйна)
Вижте пояснителната страница за други значения на Троян.
Троян (на украински: Трояни) е село в южна Украйна, част от Бердянски район на Запорожка област. Населението му е около 1 360 души (2001).
Разположено е на 30 m надморска височина в Черноморската низина, на 11 km северно от бреговете на Азовско море и на 20 km северозападно от град Бердянск. Селото е основано през 1861 година от български преселници от преминалата на румънска територия част от Южна Бесарабия, главно от село Стари Трояни.